# Raimondo Montecuccoli
(Raimondo Montecuccoli, Discorso della guerra contro il turco)
Raimondo Montecuccoli (Montecuccolo, 21 febbraio 1609 – Linz, 16 ottobre 1680) è stato un generale, politico e scrittore italiano.
Ebbe i titoli di conte di Montecuccoli (o Montecuculi), conte dell'Impero, Luogotenente generale e Feldmaresciallo; signore di Hohenegg, Osterburg, Gleiss e Haindorf; presidente dell'Imperial Consiglio Aulico Militare; Gran Maresciallo dell'Artiglieria e Fortificazioni; Governatore della Raab e Colonnello-proprietario di un Reggimento di Cavalleria; Reale Consigliere Segreto; Camerlengo e Cavaliere dell'Ordine del Toson d'oro.
Montecuccoli era considerato come l'unico comandante all'altezza del generale francese Henri de La Tour d'Auvergne, visconte di Turenne (1611-1675), e come lui, fu strettamente associato allo sviluppo post-1648 della tattica della fanteria lineare.

## Biografia
Raimondo dei conti di Montecuccoli nacque il 21 febbraio 1609 nel castello di Montecuccolo (Montecuccolo è adesso una frazione di Pavullo nel Frignano, in provincia di Modena), dal feudatario del borgo, il conte Galeotto, e da Anna Bigi, di buona famiglia ferrarese, dama d'onore della duchessa presso la corte estense.
Nel 1616 il conte Galeotto venne nominato governatore di Brescello, vicino al Po, nel territorio della attuale provincia di Reggio Emilia, dove si trasferì con tutta la famiglia. Deceduto il padre nel 1619, Raimondo fu accolto alla corte del cardinale Alessandro d'Este, vescovo di Reggio e fratello di Cesare, duca di Modena. Il cardinale sognava di avviare il promettente ragazzino alla carriera ecclesiastica e finanziò i suoi studi, con un lascito, anche dopo la propria morte nel 1624.

### La carriera militare
Ma più che la carriera ecclesiastica era quella militare ad affascinare il giovane Raimondo, che si arruolò nell'esercito imperiale, sotto la protezione di un suo zio, generale d'artiglieria, dal quale apprese velocemente l'arte della guerra.

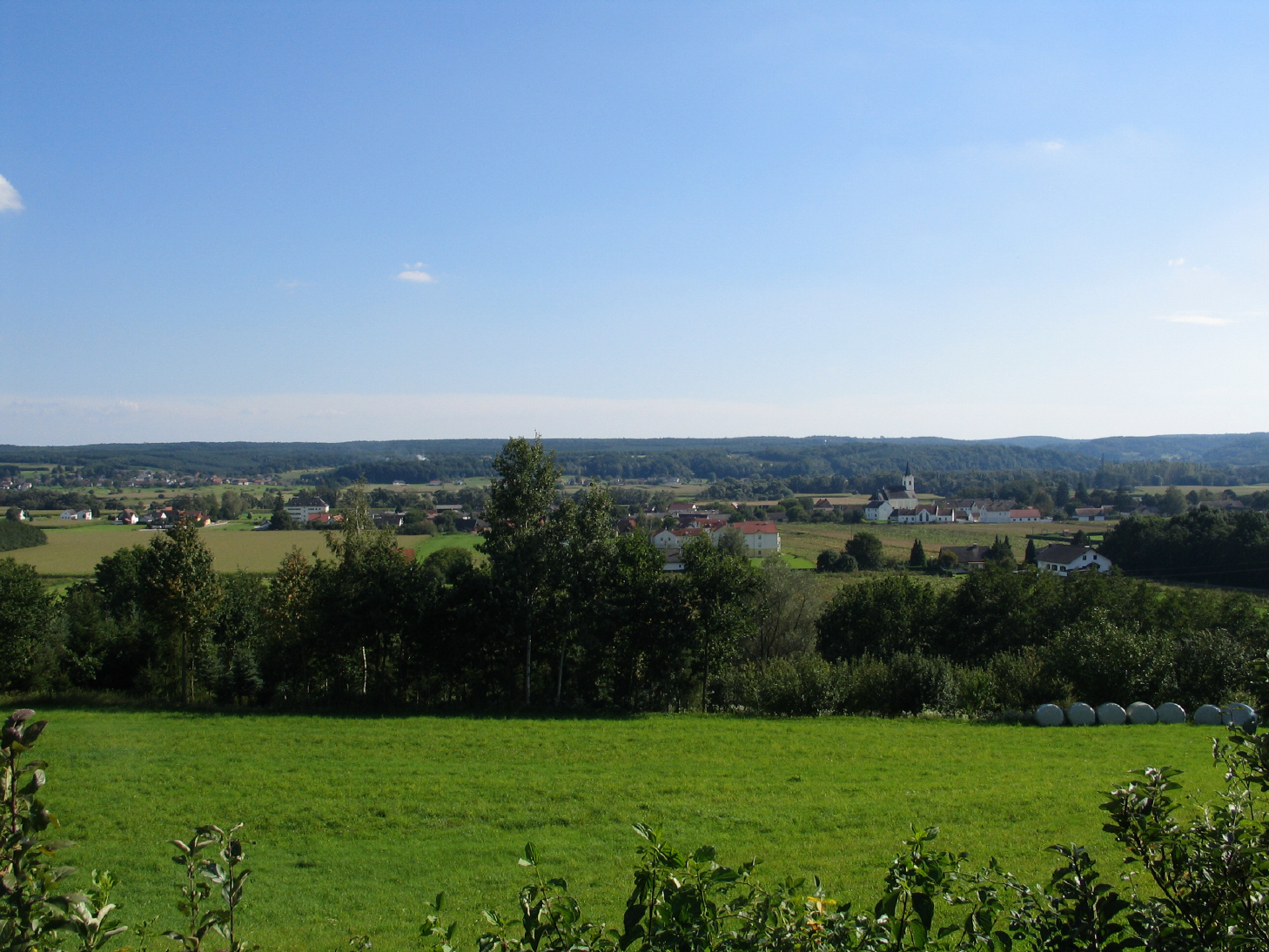
La valle della Raab vista dal lieve rilievo, l'ultimo colle austriaco, dal quale il Marchese avrebbe comandato la battaglia. Oltre le colline all'orizzonte, in territorio magiaro, era il grande accampamento del Gran Vizir. Foto: A. Saltini, Archivio Nuova terra antica

Solo nel 1629 ebbe il grado di alfiere. Da allora, anno dopo anno, scalò tutti i gradi della gerarchia militare fino a ritrovarsi, al momento della morte, Principe del Sacro Romano Impero e duca di Melfi, luogotenente generale e feldmaresciallo, Signore di Hohenegg, Osterburg, Gleiss e Haindorf, presidente dell'Imperial Consiglio Aulico Militare, Gran Maestro dell'artiglieria e fortificazioni, governatore della regione di Győr e colonnello - proprietario di un reggimento di cavalleria, Reale Consigliere Segreto, camerlengo e cavaliere dell'Ordine del Toson d'oro.
Montecuccoli partecipò a tutte le campagne militari d'Europa dal 1625 al 1675, dalla guerra dei trent'anni (1618-1648) in poi. Fu nella Guerra di Castro nella Tuscia, 1643 - 1644, vinta sotto il suo comando supremo dagli alleati (Modena, Parma, Firenze e Venezia). Fu comandante supremo nella vittoriosa Campagna di Polonia (1657-1659) e nella Guerra austro-turca (1663-1664), conclusasi con la sua celebrata vittoria a capo della coalizione cristiano-imperiale sul fiume Raab il 1º agosto 1664 (battaglia di San Gottardo). Dal 1668 al 1680 fu presidente del Consiglio di guerra di Corte. Partecipò anche alla Campagna del Reno (Guerra d'Olanda) contro la Francia (1672-1675).
Nel 1675 la guerra dell'impero asburgico contro la Francia di Luigi XIV portò Montecuccoli a misurarsi con l'altrettanto celebre maresciallo Turenne, il quale perse la vita stessa nella battaglia di Salzbach: secondo alcuni il maresciallo francese stava per portare l'avversario su posizioni a lui più favorevoli quando venne colpito a morte da una cannonata. Lo scontro fra i due grandi condottieri fu ricordato con ammirazione da Voltaire e da Napoleone Bonaparte per le abili mosse e contromosse operate durante la battaglia e ritenute di altissima scuola militare. Dopo la morte di Turenne, le truppe francesi, guidate dal nipote del maresciallo, si ritirarono senza che le truppe imperiali le attaccassero a fondo, cosa che da alcuni viene interpretata come una vittoria. Montecuccoli con le proprie truppe attaccò nuovamente i Francesi, frastornati dalla perdita del loro comandante, ad Altenheim (1º agosto 1675) e, sebbene con perdite più elevate di quelle degli avversari (circa cinquemila imperiali per tremila francesi), riuscì a ricacciarli oltre il Reno. Il famoso principe di Condé fu chiamato da Luigi XIV per rimpiazzare il defunto Turenne. Il Principe di Condé si mosse allora alla riscossa dalle Fiandre  ma trovò il Montecuccoli a sbarrargli il passo a Breusch: il Gran Condé si ritirò, coprendosi con 2.000 cavalieri che furono annientati e non poterono impedire che la cavalleria imperiale raggiungesse la retroguardia francese, impossessandosi dei rifornimenti.
Forti del loro successo, le truppe di Montecuccoli marciarono verso la città alsaziana di Haguenau, ma all'arrivo del principe di Condé furono costrette a togliere l'assedio da ordini superiori; sebbene Montecuccoli fosse contrario a quest'ordine, lo eseguì e ritirò il suo esercito all'inizio dell'autunno 1675.

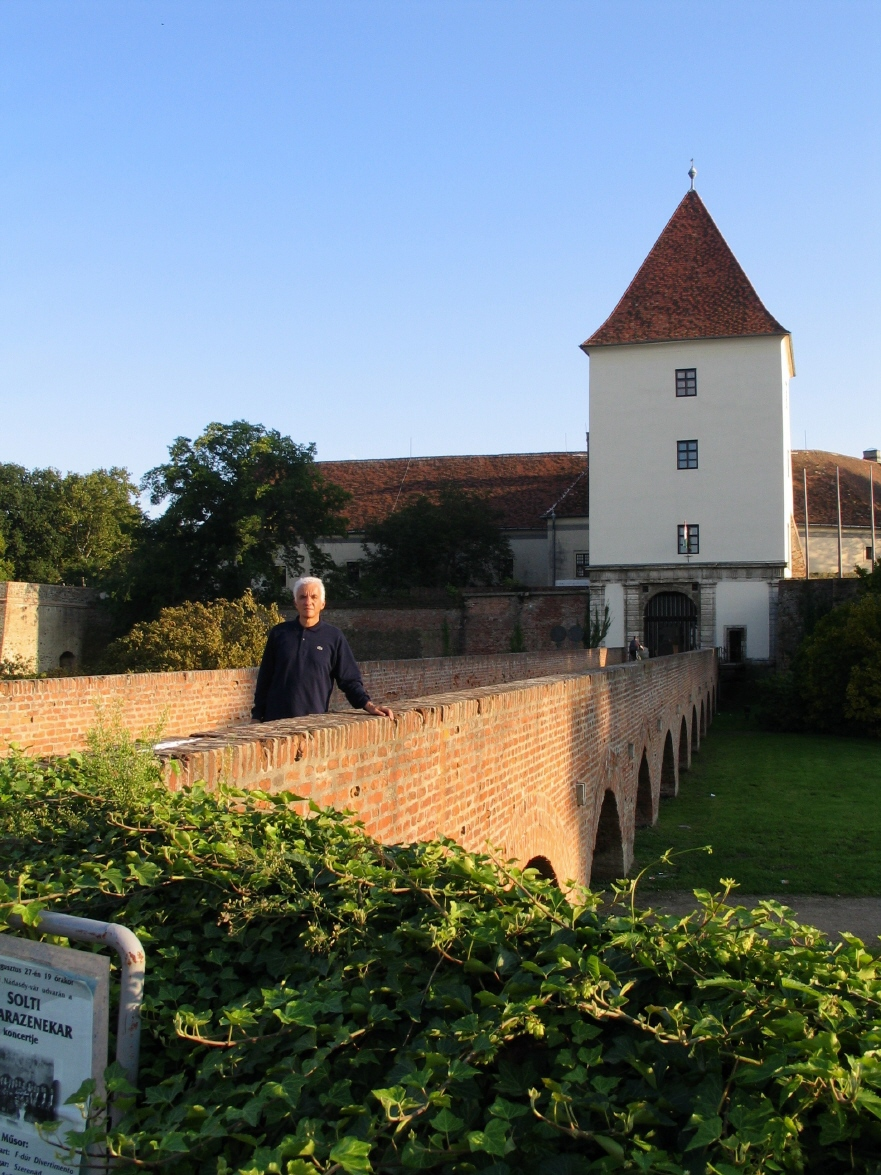
Il ponte del castello di Sàrvar, residenza di Ferenc Nàdasdy, il maggiore dei magnati ungheresi, alfiere in Ungheria della cultura italiana, promotore della rivolta contro Vienna che, dopo la vittoria di Montecuccoli, aveva ceduto due città importanti alla Porta. Scoperta la rivolta, sarà decapitato. Archivio Nuova terra antica

### La carriera politica e diplomatica
Raimondo Montecuccoli uscì sempre vittorioso da tutte le campagne che condusse come comandante in capo. Oltre che un condottiero, il conte modenese fu anche un notevole scrittore, nonché uomo politico e diplomatico di primo piano sulla scena europea del XVII secolo. Ebbe grande influenza sulla conversione al cattolicesimo della regina Cristina di Svezia, essendo allo stesso tempo diretto interlocutore della regina, del papa e dell'imperatore.

### La carriera letteraria
Montecuccoli ha come scrittore un posto di spicco nella letteratura italiana e nella cultura militare del Seicento, tanto da essere soprannominato e ricordato come il "moderno Vegezio". Nei suoi scritti, per la maggior parte di argomento militare, si può ritrovare tutta la sua cultura: matematica, architettura, botanica, e anche storia antica. Vari sono i suoi stili: la poesia, la diaristica, le preghiere, la corrispondenza. Le sue principali opere, scritte fra il 1640 e il 1670, sono Delle battaglie, Trattato della guerra, Dell'arte della guerra e Aforismi dell'arte bellica. Montecuccoli si interessò anche di matematica. Per l'amicizia che lo legava al gesuita Mario Bettini accondiscese ad inviargli nel 1652 cinque Saggi matematici militari in italiano, che furono inseriti nel terzo volume degli Apiaria del gesuita bolognese.
Ugo Foscolo pose alla base dell'incisione che apre la sua edizione degli Aforismi l'epigrafe: «Raimondo Montecuccoli. Con gli scritti rese eterno quanto aveva compiuto con le sue gesta». Lo stesso Ugo Foscolo definì Raimondo Montecuccoli «...il maggiore e il più dotto fra i capitani nati in Italia dopo il risorgimento dalla barbarie»: nell'idea del Foscolo la barbarie è il Medioevo, quindi Raimondo Montecuccoli è indicato come il più grande ed erudito capo militare italiano dell'epoca moderna.

### Vita privata e decesso
Il 31 maggio 1657 Raimondo Montecuccoli sposò la principessa Margarethe von Dietrichstein e ne ebbe in dote la proprietà del feudo di Hohenegg in Austria, il cui castello diventò la sua abitazione preferenziale. Ebbe tre figlie e un figlio; al figlio fu dato il nome di Leopoldo Filippo, essendo stato suo padrino l'imperatore Leopoldo I.
L'assedio di Hagenau fu l'ultima azione militare del condottiero modenese che, alla fine della campagna, si ritirò a Linz, dove scrisse buona parte delle sue opere sull'arte della guerra e dove morì, a 71 anni, in seguito a un'emorragia. Aveva disposto nel testamento di essere sepolto a Vienna, nella chiesa dei Gesuiti dei Nove Cori Angelici.

## Riconoscimenti in memoria
A Raimondo Montecuccoli è dedicata una via di Roma nel quartiere Pigneto, in tale strada è stata girata la scena del film "Roma città aperta" di Roberto Rossellini, scena in cui Anna Magnani viene uccisa dal soldato tedesco mentre insegue il camion che porta via il partigiano Francesco. Sempre a Roma è a lui dedicato uno dei 229 busti di italiani illustri che ornano la passeggiata del Pincio. Una via intitolata al Gen. Montecuccoli è presente anche a Torino, ove ha sede la Sezione locale dell'UNUCI.
A Vienna gli sono state dedicate una piazza nel quartiere Hietzing e una statua conservata al Heeresgeschichtliches Museum.
A Raimondo Montecuccoli fu intitolato un celebre incrociatore leggero della Regia Marina (che, con il varo del gemello Muzio Attendolo, divenne anche un tipo della classe "Condottieri"); varato nel 1931, segnalatosi in numerose azioni durante la Seconda guerra mondiale, consegnatosi a Malta dopo l'8 settembre, fu poi nave scuola e venne disarmato nel 1964.
Nel marzo del 2021 è stato varato per la marina italiana un Pattugliatore d'altura della classe Classe Thaon di Revel dedicato al condottiero con distintivo ottico P432.

### Citazioni nella letteratura
Il cugino (sebbene da lui chiamato "zio") e maestro di guerra di Raimondo Montecuccoli, ossia Ernesto Montecuccoli, viene citato dal Manzoni nel capitolo XXX (220-225) de I promessi sposi:
(Alessandro Manzoni, I promessi sposi, cap. XXX, 220-225)